# Anti-Love Song
«Anti-Love Song» (en español Canción Anti-Amor) es el segundo sencillo de la cantante R&B/Pop y actriz estadounidense Raven-Symoné, tomado de su álbum homónimo.

## Información
En un principio se había se había dicho que "Stupid" sería el segundo sencillo del álbum, pero al final fue "Anti-Love Song". La canción fue escrita por el cantautor Mario Barrett, Frankie Storm y Warren O. Felder y producida por este último, que forma parte de Knightwritaz. El sencillo va en un ritmo lento con un ritmo electrónico y no tiene video.
En la canción, Raven habla sobre una relación que terminó mal, pero ella no va a lamentárselo ni va a estar deprimida, al contrario, ella sigue adelante. Una gran atasco lento que muchas jóvenes relacionarían también.
"Anti-Love Song" fue añadido a iTunes Store en marzo de 2009. Aunque el sencillo no entró en las listas de Estados Unidos, se posicionó en las listas de Brasil, Corea y Eslovenia.

### Lista de canciones
Descarga digital
1. Anti-Love Song

## Posicionamiento
| Listas (2009)          | Posición |
| ---------------------- | -------- |
| Brasil Top 200 Singles | 7        |
| Korea Top Singles      | 149      |
| Eslovenia Top Singles  | 90       |

## Premios y nominaciones
Teen Music International Brazil
| Año  | Estatus | Categoría                   |
| ---- | ------- | --------------------------- |
| 2009 | Ganó    | Mejor vocal de Pop femenina |

## Créditos
- Escritores: Mario Barrett, Warren O. Felder, Frankie Storm.[4]
- Productor: Oak.[4]
- Mezclas: Dave Pensado, Jaycen Joshua.[4]
- Publicado por Sony/ATV.[4]